# 25. (srbska) divizija (NOVJ)
25. (srbska) divizija je bila partizanska divizija, ki je delovala v sklopu NOV in POJ v Jugoslaviji med drugo svetovno vojno.
Ustanovljena je bila 21. junija 1944.

## Sestava
- 16. brigada
- 18. brigada
- 19. brigada